# 威斯特伐利亞鎮區 (愛荷華州謝爾比縣)
威斯特伐利亞鎮區（英語：Westphalia Township）是位於美國愛荷華州謝爾比縣的一個行政鎮區。

## 地方資料
根據2010年美國人口普查的數據，威斯特伐利亞鎮區的面積為94.53平方千米，當中陸地面積為94.50平方千米，而水域面積為0.03平方千米。當地共有人口678人，而人口密度為每平方千米7.17人。